# لارس فريدريكسن
لارس فريدريكسن (بالإنجليزية: Lars Frederiksen)‏ هو مغني ومغن مؤلف وعازف قيثارة ومنتج أسطوانات وموسيقي أمريكي، ولد في 30 أغسطس 1971 في كامببيل في الولايات المتحدة.

## وصلات خارجية
- لارس فريدريكسن على موقع IMDb (الإنجليزية)
- لارس فريدريكسن على موقع ميوزك برينز (الإنجليزية)
- لارس فريدريكسن على موقع إن إن دي بي (الإنجليزية)
- لارس فريدريكسن على موقع أول ميوزيك (الإنجليزية)
- لارس فريدريكسن على موقع ديسكوغز (الإنجليزية)
- لارس فريدريكسن على موقع قاعدة بيانات الفيلم (الإنجليزية)